# لا کورتینادا
لا کورتینادا (به لاتین: La Cortinada) یک روستا در آندورا با جمعیت ۸۸۳ نفر است که در اوردینو واقع شده‌است.